# José Fernandes Veloso
José Fernandes Veloso (* 4. März 1916 in São Manuel, Bundesstaat São Paulo, Brasilien; † 10. Juli 2006) war ein brasilianischer Geistlicher und römisch-katholischer Bischof von Petrópolis.

## Leben
José Fernandes Veloso empfing am 12. April 1941 das Sakrament der Priesterweihe.
Am 23. März 1966 ernannte ihn Papst Paul VI. zum Titularbischof von Aquae in Proconsulari und zum Weihbischof in Petrópolis. Der Bischof von Petrópolis, Manuel Pedro da Cunha Cintra, spendete ihm am 22. Mai desselben Jahres die Bischofsweihe; Mitkonsekratoren waren der Bischof von Jaboticabal, José Varani, und der Weihbischof in Botucatu, Silvio Maria Dário.
Am 26. November 1981 ernannte ihn Papst Johannes Paul II. zum Koadjutorbischof von Petrópolis. Mit dem Rücktritt Manuel Pedro da Cunha Cintras am 15. Februar 1984 folgte er ihm als Bischof von Petrópolis nach.
Papst Johannes Paul II. nahm am 15. November 1995 seinen altersbedingten Rücktritt an.